# Forbidden (film fra 1919)
Forbidden er en amerikansk stumfilm fra 1919 af Lois Weber og Phillips Smalley.

## Medvirkende
- Mildred Harris som Maddie Irwin
- Henry Woodward som Fred Worthington
- Fred Goodwins som Ben Withers
- Priscilla Dean